# Guardiola rotundifolia
Guardiola rotundifolia là một loài thực vật có hoa trong họ Cúc. Loài này được B.L.Rob. mô tả khoa học đầu tiên năm 1894.